# Пресвитерианская церковь Виктории

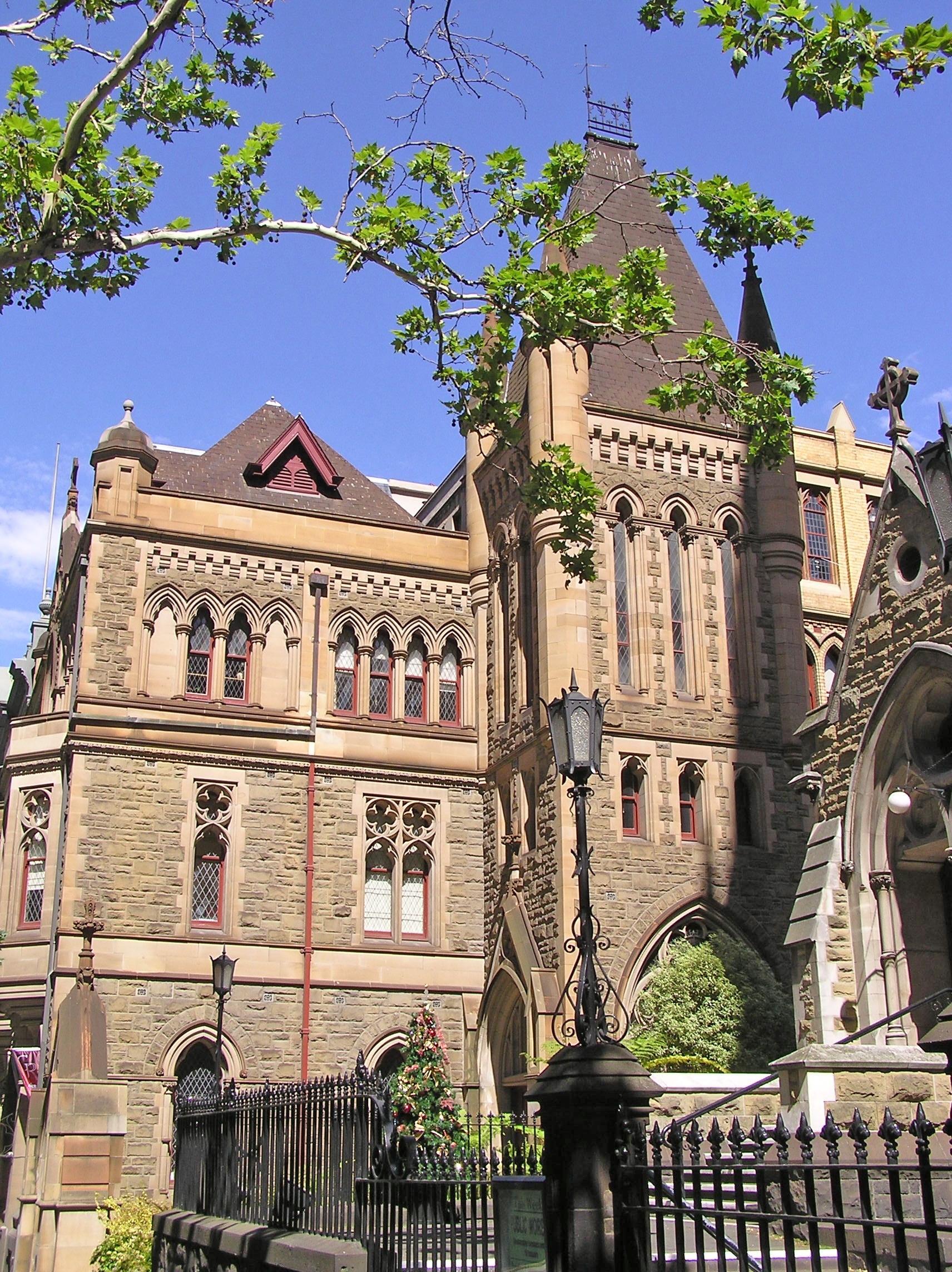
Зал Ассамблеи на Коллинз-стрит является местом проведения ежегодного собрания Генеральной Ассамблеи ПЦВ.

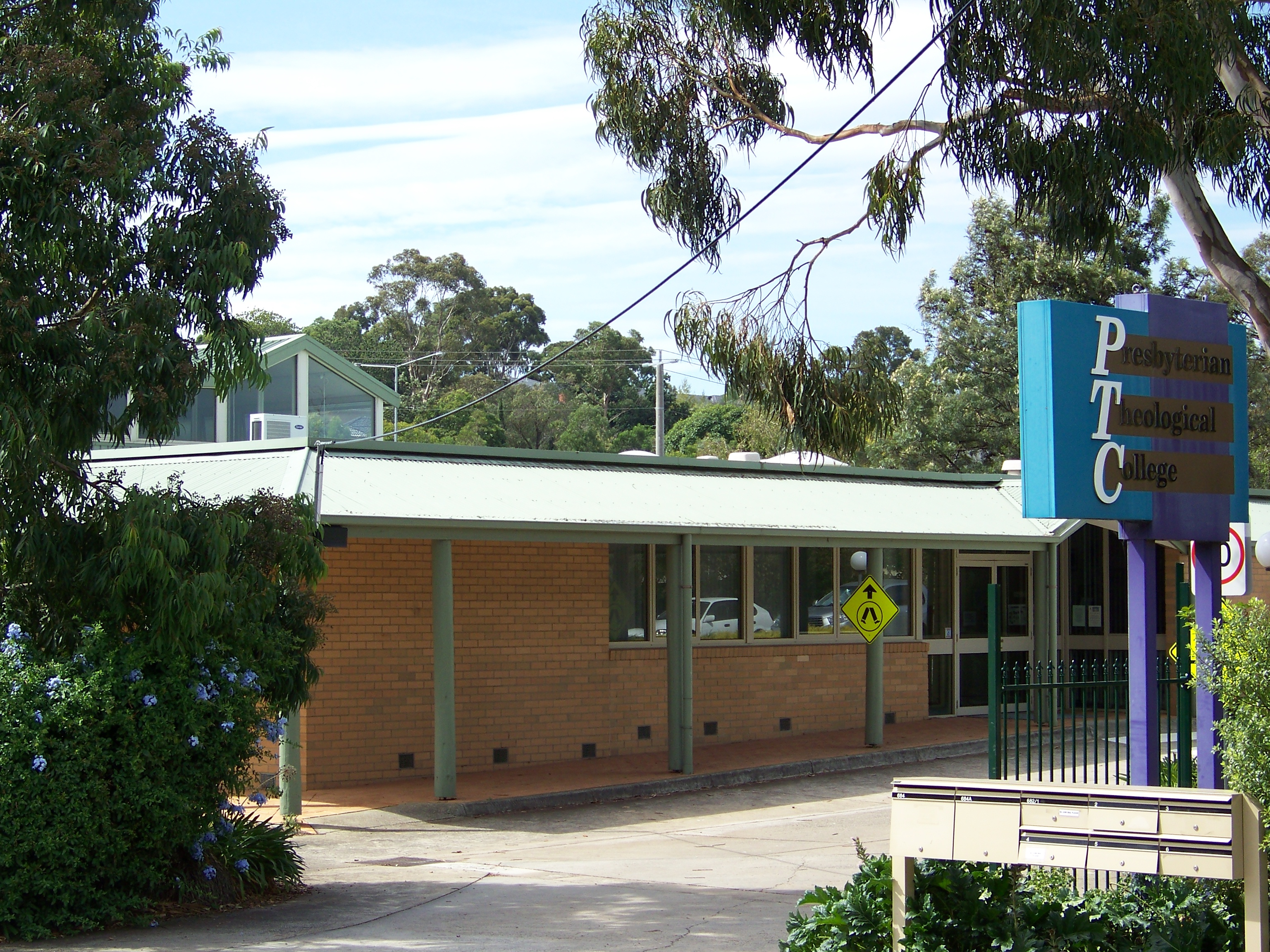
Пресвитерианский теологический колледж в Бокс Хилл, Виктория.

Пресвитерианская церковь Виктории (англ. Presbyterian Church of Victoria) — одна из составных церквей Пресвитерианской церкви Австралии. Она была основана в 1859 году как объединение местной Церкви Шотландии, Свободной Пресвитерианской и Объединенной Пресвитерианской общин.
Пресвитерианская церковь Виктории в XIX веке была описана как «самая сильная, самая богатая, самая славная и самая влиятельная из церквей в Виктории». В 1901 году она объединилась с пресвитерианскими церквями других штатов Австралии, сформировав Пресвитерианскую церковь Австралии, а в 1977 году прошло большое число съездов церкви, чтобы церковь присоединилась к Объединенной церкви Австралии. С 1901 по 1977 год Пресвитерианская церковь Виктории была самой большой из пресвитерианских церквей государства.
Пресвитерианская церковь Виктории принимает Вестминстерское исповедание веры в качестве своего основного стандарта вероисповедания, принятого в свете декларированного заявления 1901 года. Она также поддерживает «общие принципы» Большого и короткого катехизисов, формы управления пресвитерианской церкви, Справочник общественного поклонения и Вторую книгу дисциплины.
Пресвитерианская церковь Виктории заключила официальные соглашения о партнерстве с Синодами Блантайра и Замбии Пресвитерианской церкви Центральной Африки, а также с Пресвитерианской церковью в Судане.
Церковь управляет Пресвитерианским теологическим колледжем в Бокс-Хилле и осуществляет надзор за Христианской школой Белгрейв-Хайтс, Королевским колледжем в Варрнамбуле, Пресвитерианским женским колледжем, Христианским колледжем Св. Эндрюса и Скотч-колледжем.
Пресвитерианская церковь Виктории издает ежеквартальный журнал «Товарищи-рабочие». Текущий глава церкви — преподобный Джон Стасс.